# Шатрище (Рязанская область)
Шатрище — село в Спасском муниципальном районе Рязанской области, входит в состав Исадского сельского поселения.

## География
Село расположено на правом берегу реки Оки в 9 км на юго-запад от центра поселения деревни Аргамаково и в 5 км на юго-восток от райцентра города Спасск-Рязанский.

## История
В XIX — начале XX века село являлось центром Шатрищенской волости Спасского уезда Рязанской губернии. В 1906 году в деревне было 188 дворов.
С 1929 года село являлось центром Шатрищевского сельсовета Спасского района Рязанского округа Московской области, с 1937 года — в составе Рязанской области, с 1957 года — в составе Фатьяновского сельсовета, с 2005 года — в составе Исадского сельского поселения.

## Население
| 1859 | 1897 | 1906 | 2010 |
| ---- | ---- | ---- | ---- |
| 512  | ↗820 | ↘759 | ↘24  |